# Maia (römische Mythologie)

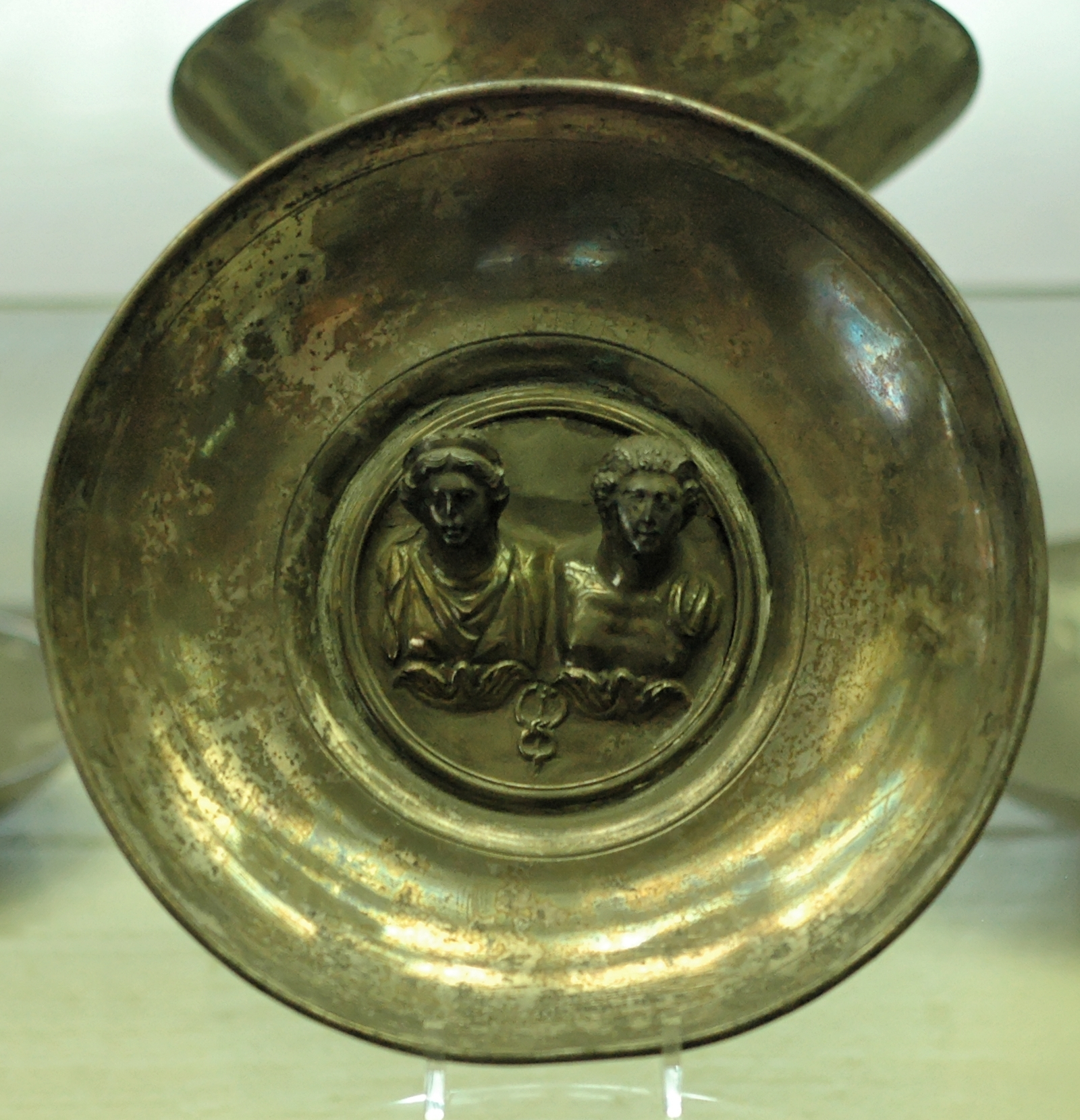
Maia und Mercurius auf einer römischen Silberschale des 2. Jahrhunderts

Maia ist eine altitalische Göttin, deren jährliches Fest im Monat Mai gefeiert wurde. Ob der Name des Monats sich vom Namen der Göttin ableitet, wie es z. B. bei Ovid heißt, oder ob beide auf eine gemeinsame Wurzel zurückgehen, war schon in der Antike umstritten. Ausonius etwa zeigte sich unsicher, ob der Monat nun nach der Göttin oder den Altvorderen (maiores) benannt sei. Beides wäre passend.
Sie war die Gefährtin des Gottes Vulcanus. Dessen Priester, der flamen Volcanalis brachte ihr an den Kalenden des Mai Opfer dar. Laut Macrobius war ihr Opfertier eine trächtige Sau. Ebenfalls nach Macrobius wurde Maia mit der Bona Dea identifiziert. Ein weiteres Fest zu Ehren der Göttin fand am 15. Mai in dem Tempel des Mercurius beim Circus Maximus statt.
Seit Vergil galt sie als Mutter des Hermes, dementsprechend dann als Mutter des römischen Mercurius, wurde also mit der griechischen Maia völlig gleichgesetzt, weshalb sie dann auch von Händlern und Kaufleuten als Spenderin reichen Gewinns verehrt wurde.
Ab wann der Kult von Maia und Mercurius über Rom hinaus verbreitet war, ist unklar. In der Kaiserzeit jedenfalls sind Widmungsinschriften verbreitet, insbesondere in den Siedlungsgebieten der Kelten, bei denen Maia vielfach mit der Rosmerta identifiziert wurde. Darstellungen aus dem keltisch-germanischen Raum, bei denen neben dem Mercurius eine weibliche Figur erscheint, die häufig ein Füllhorn oder die Attribute des Mercurius, Caduceus, Geldbeutel oder Patera trägt, gelten daher als Darstellungen der Maia/Rosmerta.
Eine bemerkenswerte Darstellung der Maia als Trias wurde in Metz gefunden. Sie zeigt drei weibliche Figuren in langen Gewändern und ähnelt den Darstellungen der Matronen. Die von den drei Maiae in der Hand gehaltenen Attribute sind zerstört. Die Inschrift lautet: In Honore[m] Domus Divinae Dis Maiiabus Vicani Vici Pacis.